# Rimswell
 (septembre 2023).
Rimswell est une paroisse civile et un village du Yorkshire de l'Est, en Angleterre.